# Conséquences de la pandémie de Covid-19 sur les personnes handicapées
Pour un article plus général, voir Conséquences de la pandémie de Covid-19.
Les conséquences de la pandémie de Covid-19 sur les personnes handicapées après le début de l'épidémie de coronavirus en 2019 et à la suite des mesures adoptées afin d'y répondre aux niveaux national et international, sont devenues un sujet de directives et de recommandations édictées par les institutions et organismes internationaux et l'Organisation mondiale de la santé au début de l'année 2020.
Le point de vue du handicap est considéré comme fondamental pour comprendre et faire progresser la justice sociale pour tous les membres de la population. Malgré cela, il est régulièrement marginalisé par les experts de la santé publique et les décideurs politiques. Il est également une question débattue en éthique et en bioéthique,.
La compréhension des droits des personnes handicapées est considérée essentielle dans le cadre d'une préparation globale au COVID-19, ainsi que pour résoudre le problème des inégalités dans l'accès aux messages de santé publique, accomplir la nécessité d'améliorer l'accès de soins de santé au niveau international et maintenir l'engagement mondial en matière de santé pour atteindre la couverture maladie universelle (en), qui fait partie des objectifs de développement durable et des dix-sept objectifs établis par les États membres des Nations unies rassemblés dans l'Agenda 2030.

## Droits et visibilité
Pendant la crise du Covid-19, la Commission nationale des droits de l'homme de Corée du Sud a mené un sondage à l'échelle nationale. Une majorité écrasante (82 %) des personnes interrogées en Corée du Sud a déclaré que la discrimination en Corée du Sud est « grave » (Commission nationale des droits de l'homme). Historiquement, en Corée, la discrimination à l'égard des personnes handicapées était principalement visible en raison des barrières environnementales et physiques ainsi que des systèmes sociaux sous-jacents qui ignoraient le handicap. Au fil du temps, les modèles sociaux et les lois anti-discrimination établis par les principaux pays - comme aux États-Unis, l'American with Disabilities Act ou la section 504 du Rehabilitation Act (en)- ont rapidement émergé et ont ainsi renforcé la portée de la participation des personnes handicapées au milieu ouvert ainsi que la prise de conscience de leurs droits dans la société.
Il n'existe pas de telles lois en Corée du Sud. Ainsi, 88,5 % des personnes interrogées ont proposé, comme mesures de lutte contre les actes discriminatoires, l'élaboration de politiques et de lois anti-discriminatoires, comme étant potentiellement les seuls remèdes viables à cette situation (Commission nationale des droits de l'homme).

## Des populations considérées comme vulnérables

### Epidémiologie et besoins spécifiques

#### Une mauvaise santé générale, risques accrus de contamination
La population de personnes handicapées dans le monde est estimée à un milliard. La pandémie de coronavirus 2019 (COVID-19) a été considérée comme pouvant exposer celle-ci à une morbidité et une mortalité accrues.
Les responsables de la santé du monde entier se sont concentrés sur l'adoption de stratégies telles que la quarantaine, la limitation des contacts, les restrictions de voyage, la promotion d'une hygiène personnelle appropriée pour contrôler cette épidémie à évolution rapide en réduisant son taux de transmission. Comme dans toute crise, les personnes handicapées ou déficientes doivent être considérées comme une population vulnérable. Environ 15 personnes sur 100 dans le monde souffrent d'une forme de handicap et entre 2 et 4 personnes sur 100 sont concernées par des handicaps graves.
Les personnes en situation de handicap, notamment physique, mental, psychique ou sensoriel, ont moins de chances d'accéder aux services de santé et sont plus susceptibles de connaître des besoins de santé plus importants, ou d'être victimes de lois et de préjugés discriminatoires.
Le COVID-19 menace d'exacerber ces disparités, en particulier dans les pays à faible revenu et à revenu intermédiaire, où résident 80 % des personnes handicapées, et où la capacité à répondre à COVID-19 est limitée.
Certaines personnes handicapées sont exposées à un risque accru de syndrome respiratoire aigu sévère ou de maladie grave en raison des comorbidités existantes.

#### Impact psychologique et réaction des militants du handicap aux États-Unis
Un article de l'Association Américaine de Psychologie identifie et explore les préoccupations de justice sociale autour de la notion de validisme en milieu médical. De telles croyances socioculturelles sont susceptibles d'affecter les décisions de rationnement médical, en particulier dans des circonstances extrêmes, comme la pandémie de COVID-19.
Les menaces posées par la pandémie de COVID-19 à l'égard de la communauté des personnes handicapées ont donné lieu à une montée en puissance des actions de sensibilisation à la base et à l'expression de la solidarité et du soutien des groupes. La communauté des personnes handicapées s'est mobilisée en réponse aux menaces de rationnement médical pendant la pandémie COVID-19. Un groupe d'activistes appelé The Disability Underground Network a rapidement formé un groupe public sur Facebook, appelé Amplifying Voices-National Disability COVID-19, qui sert à coordonner une réponse rapide pour soutenir les membres de la communauté des personnes handicapées confrontés à la discrimination ou au risque de se voir refuser des soins médicaux. La coalition NoBody Is Disposable a été formée par des personnes qui se sentent visées par les protocoles de triage pendant la pandémie COVID-19 pour exiger des politiques qui évitent le triage et la discrimination dans le triage. La coalition fait valoir que les comorbidités, en particulier celles qui ont un impact disproportionné sur les personnes en fonction de la race, du sexe, de la taille, de l'indice de masse corporelle ou du handicap, ne devraient jamais constituer la base du rationnement.
Les militants du handicap ont tiré la sonnette d'alarme sur le fait que de nombreux protocoles de rationnement violent les serments prêtés par les prestataires médicaux, ainsi que plusieurs lois, notamment la loi sur les Américains handicapés, la section 504 de la loi sur la réadaptation (en) et la loi sur les soins abordables (Bagenstos, 2020). Les directives de rationnement publiées en rapport avec la pandémie actuelle ont donné lieu à de multiples plaintes fédérales pour discrimination fondée sur le handicap. Plusieurs de ces lignes directrices ont été annulées à la suite d'une note de service du Bureau des droits civils (en) (2020) du 28 mars, qui a confirmé qu'elles violaient effectivement les lois fédérales contre la discrimination fondée sur le handicap. Les défenseurs des droits des personnes handicapées s'appuient désormais sur ce mémo pour demander des changements aux niveaux local et étatique, qui sont souvent les lieux où les protocoles de rationnement sont élaborés et appliqués.
Il existe des facteurs de stress et des causes spécifiques qui pourraient aggraver la santé mentale des personnes handicapées pendant la crise COVID-19. Les recherches sur les pandémies passées montrent que les personnes handicapées ont plus de mal à accéder aux ressources médicales essentielles, ce qui peut devenir encore plus difficile lorsque les ressources se font rares. Certaines personnes handicapées font état de niveaux d'isolement social plus élevés que leurs homologues non handicapés. Elles peuvent éprouver un sentiment de solitude plus intense en réponse à des mesures d'éloignement physique. Selon les National Academies of Science, Engineering, and Medicine, l'isolement social et la solitude ont été associés à une augmentation des maladies cardiaques, de la démence et d'autres problèmes de santé.

#### Disparités sociales et rupture d'accessibilité aux services d'assistance
Les personnes vivant avec un handicap, y compris les handicaps physiques, mentaux, intellectuels ou sensoriels, ont moins de chances d'accéder aux services de santé et sont plus susceptibles de connaître des besoins de santé plus importants, ainsi que des lois discriminatoires et des stigmates. Le COVID-19 menace d'exacerber ces disparités, en particulier dans les pays à faible revenu et à revenu intermédiaire, où résident 80 % des personnes handicapées, et la capacité de réponse au COVID-19 est limitée.
Les personnes handicapées sont surreprésentées dans la population carcérale, en particulier les personnes souffrant de handicaps psychosociaux et de handicaps intellectuels. Elles sont exposées à un risque accru d'infection en raison du risque élevé d'infection dans des conditions de surpeuplement et d'insalubrité où la distanciation physique n'est pas possible. En particulier, de nombreux prisonniers handicapés dépendent du soutien informel de leurs pairs pour accéder à la nourriture, se déplacer et se laver, et les services de santé des prisons sont généralement insuffisants pour répondre à leurs besoins,.
Le principe de bienfaisance et de non-malfaisance peut être mis à rude épreuve pour les personnes handicapées et les personnes atteintes de maladies chroniques qui dépendent entièrement des soignants. Le confinement peut signifier que les parents d'enfants avec des handicaps intellectuels et de déficiences sensorielles duales (voir Trouble sensoriel) ne peuvent plus accéder aux soins de santé associés pour leurs enfants. Les personnes dont le bien-être psychologique était médiocre auparavant auraient besoin d'une aide supplémentaire pendant la quarantaine. Les enfants et les personnes souffrant de troubles du développement (autisme, syndrome de Down) luttent lorsque leur routine quotidienne est perturbée. Les soignants ont du mal à obtenir des autorisations de couvre-feu en temps voulu et luttent pour obtenir des autorisations dans le cadre de fermetures ou restrictions aux frontières (en).

### Limitations par handicap et considérations nécessaires à la mise en place de mesures de contrôle
L'OMS a suggéré la distanciation sociale comme politique de contrôle de l'infection COVID-19. Il y a d'autres considérations à prendre en compte pour mettre en œuvre cette politique au sein de la communauté des personnes handicapées. La plupart des aveugles, des sourds-aveugles, des personnes atteintes de la lèpre, de déficiences des membres, des personnes dépendantes de l'assistance ne peuvent pas éviter le contact. Ceux qui ont des lésions de la moelle épinière et qui dépendent largement des aidants luttent pour s'isoler des autres.
Nous devons veiller à ce que les cliniques, les centres de dépistage et les hôpitaux offrant des installations de quarantaine soient  accessibles aux personnes handicapées.

#### Personnes amputées
Un lavage des mains approprié est considéré comme l'un des meilleurs moyens de contrôler l'infection. Cependant, les amputés unilatéraux des membres supérieurs ont des problèmes importants pour se laver efficacement les mains. Les prothèses des membres peuvent se transformer en cheval de Troie pour le virus. L'amputé doit être instruit de couvrir sa prothèse de façon à éviter tout contact direct avec l'environnement, car il peut ne pas être possible de désinfecter les prothèses efficacement et facilement.

#### Troubles physiques généraux
Les personnes souffrant de troubles physiques, notamment d'infirmité motrice cérébrale et de lésions de la moelle épinière, peuvent ne pas être en mesure de suivre de manière autonome les précautions générales de sécurité.

#### Handicap mental ou cognitif
Les personnes souffrant d'un retard mental ont également besoin d'une assistance spéciale pendant cette période. Environ 200 millions de personnes souffrent d'un handicap intellectuel.

#### Personnes sourdes
Chez les personnes souffrant de déficience auditive (5 % de la population mondiale), la lecture labiale, l'un des moyens de communication les plus courants, ne peut être utilisée avec un masque. Il est essentiel de fournir une formation spécifique aux personnes sourdes et des documents d'information valables.

#### Personnes aveugles
Selon l'OMS, environ 39 millions de personnes dans le monde sont aveugles et comptent davantage sur leur sens du toucher pour remplacer une vision déficiente. Comme l'une des principales voies de transmission du virus serait par contact, ce groupe court un risque plus élevé de contracter le COVID-19. Bien que ces personnes aient besoin d'aide, il est possible que celles-ci soient laissées sans aide par peur de la transmission du virus par contact tactile. Le prêt de matériel informatif utilisable et valide (braille, formats audio et électroniques) concernant la maladie et le contrôle de l'infection devrait être une priorité pour les organisations concernées.

#### Distanciation sociale ou distanciation physique?
Le terme « distanciation sociale » a une connotation différente dans un pays géographiquement diversifié comme l'Inde, qui a eu sa part de lutte contre l'intouchabilité au milieu des communautés dalit socialement exclues, des personnes atteintes de la lèpre dans les colonies et des personnes handicapées mentales institutionnalisées. On a préconisé l'éloignement physique plutôt que l'éloignement social pour atténuer la barrière des attitudes et respecter les préférences culturelles, ainsi qu'une attitude à la fois socialement connectée et physiquement distante.

## Controverse sur l'existence de normes de traitement discriminatoires
Au cours des premières semaines et des premiers mois de la pandémie COVID-19, un certain nombre de directives et de protocoles de soins intensifs ont été élaborés, principalement dans des pays dotés de systèmes de santé publique raisonnablement développés, notamment l'Australie, les États-Unis, plusieurs pays européens et le Royaume-Uni, avec des recommandations destinées à différents niveaux, du niveau national jusqu'aux hôpitaux individuels. Certaines se sont concentrées sur la définition de principes éthiques fondamentaux, d'autres sur des d'arbres de décision ou d'algorithmes pratiques pour les cliniciens de première ligne.
Au plus fort de la pandémie de COVID-19, on s'est demandé comment les services de santé allaient faire face au nombre croissant de patients dans un état critique, ce qui a conduit à la question de savoir comment les patients handicapés pourraient être « triés » avec des respirateurs ou un personnel insuffisants (Bagenstos 2020). Les membres vulnérables de la société, y compris les personnes âgées et les personnes handicapées, sont considérés comme les plus à risque, et il est conseillé aux professionnels de la santé de donner la priorité à ceux qui ont les meilleures chances de se rétablir en cas d'épidémie massive. Ces attitudes et approches soulèvent des questions éthiques et juridiques complexes qui remettent en question notre engagement en faveur des droits de l'homme et de l'égalité. Il existe d'autres préoccupations quant à l'opportunité de recourir à un modèle utilitariste de justice distributive dans le cadre du rationnement médical en temps de crise et quant à savoir si cela peut être autorisé par le droit des droits de l'homme, en particulier la Convention des Nations unies relative aux droits des personnes handicapées (CDPH).

### Critères de triage médical validistes dans le discours médical et médiatique
Plusieurs protocoles de triage fondés sur des assomptions validistes ont été dénoncés, lesquels mettraient en danger les droits des personnes handicapées dans une situation de triage pandémique.
- Protocoles concernant l'état de santé général des personnes handicapées
- Protocoles concernant leur qualité de vie
- Protocoles concernant l'utilité sociale

La Convention des Nations unies relative aux droits des personnes handicapées (CDPH) interdit toute discrimination fondée sur le handicap (article 5), définie comme « toute distinction, exclusion ou restriction fondée sur le handicap qui a pour but ou pour effet de compromettre ou de détruire la reconnaissance, la jouissance ou l'exercice, sur la base de l'égalité avec les autres, de tous les droits de l'homme et de toutes les libertés fondamentales dans les domaines politique, économique, social, culturel et civil ou dans tout autre domaine » (article 2). Priver des personnes des équipements ou des traitements médicaux dont elles ont besoin, ou les priver de l'allocation de ressources, sur la base de leur handicap, constitue une violation évidente de leur droit à la non-discrimination. Faisant écho à ce principe, les Nations unies ont promu un exemple d'allocation de ressources fourni par le Comité de bioéthique de la République de Saint-Marin lors de la pandémie de COVID-19 :
Le seul paramètre de choix serait donc l'application correcte du triage, dans le respect de chaque vie humaine, sur la base de critères d'adéquation clinique et de proportionnalité des traitements. Tout autre critère de sélection, tel que l'âge, le sexe, l'appartenance sociale ou ethnique, le handicap, serait éthiquement inacceptable, car il mettrait en œuvre un classement de vies qui ne seraient qu'apparemment plus ou moins dignes d'être vécues, ce qui constituerait une violation des droits de l'homme. (Bureau du Haut Commissaire aux droits de l'homme des Nations Unies 2020).
La mise en œuvre de cette bonne pratique nécessite un examen plus approfondi, dont un aspect essentiel est de savoir si les critères de triage sans référence à un handicap seraient appliqués de manière disproportionnée aux personnes handicapées et, si cela s'avère positif, s'il existe des justifications pour une telle discrimination indirecte.

#### Protocoles concernant l'état de santé général
La majorité des protocoles de triage en cas de pandémie utilisent le résultat clinique probable comme principal critère de décision : c'est-à-dire la probabilité que le traitement sauve la vie d'une personne qui, autrement, ne se rétablirait pas. Le fait de pouvoir se rétablir sans ce traitement ou d'être jugé certain de mourir malgré lui sont deux raisons de ne pas recevoir de traitement.
À ce stade, l'état de santé antérieur de la personne devient pertinent, car on sait déjà que certaines affections sous-jacentes, notamment l'hypertension, les maladies cardiovasculaires, les maladies pulmonaires obstructives chroniques et le cancer, réduisent considérablement les chances de guérison de la forme la plus grave de COVID-19 (Wu et McGougan 2020). Il est essentiel de noter que certains protocoles de triage en cas de pandémie semblent reposer sur l'hypothèse selon laquelle la notion de handicap va nécessairement de pair avec une santé compromise. En fait, le handicap en soi n'a souvent aucun impact global sur la santé. En l'absence de ces conditions dont on sait déjà qu'elles réduisent les chances de survie, les personnes souffrant de handicaps sensoriels ou de mobilité, de déficiences intellectuelles ou de maladies chroniques invalidantes ont autant de chances de bénéficier d'un traitement que n'importe qui d'autre. Il est toutefois évident que les cliniciens et les décideurs politiques qui ne connaissent pas le handicap associent souvent les déficiences qui entraînent le handicap, à l'état de santé.
Ce qui complique le terrain éthique ici, c'est que certaines maladies invalidantes impliquent des problèmes de santé qui sont pertinents pour la guérison de la COVID-19. Si une personne a déjà des poumons endommagés, par exemple, ou si une médication de longue durée a entraîné une augmentation importante de la pression sanguine, les preuves disponibles jusqu'à présent suggèrent que ses chances de survie sont plus faibles. Néanmoins, l'importance des variations individuelles signifie que les catégorisations globales basées uniquement sur les étiquettes de diagnostic peuvent facilement créer des injustices. Par exemple, un grand nombre de personnes qui meurent de COVID-19 sont classées comme cliniquement obèses, et les morbidités associées telles que l'hypertension contribuent probablement à leur décès ; mais tous les individus ayant un IMC élevé n'ont pas une pression artérielle sérieusement élevée ou des troubles cardiovasculaires liés.

#### Protocoles concernant la qualité de vie
Il existe de nombreuses preuves empiriques de l'écart important entre les idées des personnes non handicapées sur la qualité de vie avec un handicap et les évaluations des personnes handicapées elles-mêmes (Albrecht et Devliger 1999 ; Ubel, Loewenstein et Jepson 2003). L'une des raisons de ce « paradoxe du handicap » est la barrière cognitive qui rend difficile de se projeter dans un type de vie peu familier sans le vivre comme moins important au lieu d'être simplement différent.
Le consensus bioéthique peut être que les décisions en matière de soins intensifs devraient principalement être fondées sur les résultats cliniques prévus, mais la formulation réelle des arbres de décision et des algorithmes ne permet souvent pas de savoir clairement si la qualité de vie après la survie est également prise en considération.
Il est vrai que sauver des vies est l'objectif principal de la réponse à la COVID-19 ; en fin de compte, cela peut nécessiter une approche utilitaire du rationnement et du triage de ceux qui ont le plus de chances de survivre (Persad 2020). Selon Persad, le handicap peut être utilisé comme un motif d'exclusion pour différencier les patients qui méritent le plus de soins dans ce que l'on appelle le « triage basé sur des preuves », ce qui serait autorisé par certaines lois sur le handicap. Cette position est contestée au motif de parallèles avec l'idéologie eugénique, car elle indiquerait que la vie des personnes handicapées a moins de valeur (voir Shakespeare 1998). En outre, elle est fondamentalement en contradiction avec la CDPH. Lorsque le triage est nécessaire, il est soutenu que les médecins devraient être tenus d'évaluer les avantages probables de recevoir des soins intensifs, plutôt que de discriminer le handicap ou d'autres marqueurs discriminatoires tels que la « qualité de vie » (Alice Wong 2020).

#### Protocoles concernant l'utilité sociale
L'application de tels protocoles se produit dans les scénarios de rationnement lorsque les décideurs commencent à dépasser la perspective d'un bénéfice clinique pour l'individu et à se rapprocher d'une certaine idée de l'utilité sociale, en d'autres termes de la valeur que cette personne aura pour la société si elle est sauvée. Jugées à l'aune de ce critère, les personnes handicapées sont alors rendues plus vulnérables par deux autres hypothèses : premièrement, l'utilité sociale équivaut uniquement à la productivité économique, et deuxièmement, les personnes handicapées sont économiquement improductives et donc une charge nette pour la société. Ces deux hypothèses peuvent être remises en question.
Le principe d'utilité (bénéfice maximal pour un maximum de personnes) ouvre un nouveau défi : dans des circonstances, par exemple, une pandémie, il serait légitime de sacrifier quelques personnes au profit de celles considérées comme les plus importantes. Il serait profitable à la société de reconnaître les pertes, dit-on, pour limiter les perturbations. La loi sur les droits des personnes handicapées (RPDA) indienne de 2016 inclut trois handicaps hématologiques : la thalassémie, la drépanocytose et l'hémophilie. Le confinement, plutôt que l'isolement préventif, a conduit à l'annulation des rassemblements de masse, y compris les collectes de sang. Cela a gravement affecté les patients atteints de thalassémie majeure qui ont besoin d'une à trois unités de sang chaque mois.

### Protocoles de soins intensifs pouvant entraîner une discrimination par manque d'information

#### Protocoles de triage édités par le NICE au Royaume-Uni
Il existe aujourd'hui une littérature abondante qui démontre comment la compréhension du handicap (ce qu'il est, ses causes, la façon dont nous pensons devoir y répondre) reflète les idées culturellement ancrées sur la forme, la fonction et le comportement humains normaux : des normes qui ne sont pas souvent explicitement articulées ou examinées. Lors de la pandémie de COVID-19, ces normes non examinées sont reprises dans la constitution des directives sur les soins intensifs et d'autres domaines. Pour donner un exemple, le 21 mars 2020, le National Institute for Health and Care Excellence (NICE) du Royaume-Uni a publié un guide rapide consacré au COVID-19, qui recommande de hiérarchiser les ressources en soins intensifs sur la base d'une échelle de fragilité clinique (Clinical Frailty Scale, CFS ; voir aussi Frailty Index (en)) (NICE 2020). Dans sa forme originale, le guide rapide indiquait que le CFS devait être utilisé parce qu'il permettait « d'identifier les patients qui courent un risque accru de mauvais résultats et qui pourraient ne pas bénéficier d'interventions de soins intensifs ». Toutefois, comme l'ont rapidement fait remarquer les personnes handicapées et les organisations représentatives, le CFS a été conçu pour être utilisé chez les personnes âgées ; il caractérise les niveaux de fragilité à l'aide de critères relatifs aux activités instrumentales et non instrumentales de la vie quotidienne qui peuvent ne pas être pertinents pour le résultat clinique de COVID-19. La description de la « fragilité » au niveau 5 du CFS, par exemple, s'appliquerait aux jeunes personnes handicapées, y compris les déficiences intellectuelles, la paralysie cérébrale, etc., qui ont besoin d'aide pour certaines activités de la vie quotidienne mais sont autrement en bonne santé et non moins susceptibles que d'autres personnes du même âge de se rétablir grâce au traitement.
En réponse à ces critiques, les lignes directrices originales de NICE ont été modifiées pour reconnaître que le CFS est inapproprié pour les jeunes personnes ayant des handicaps stables à long terme et que toute évaluation devrait être individualisée et holistique. Le fait que des clarifications similaires aient été apportées lorsque d'autres lignes directrices ont été remises en question suggère que le problème est moins une hostilité consciente envers les personnes handicapées et plus un manque de conscience que les normes de forme et de fonction communément acceptées ne sont pas nécessairement universelles.

#### Controverse sur le retrait de matériel médical
Comme l'écrit la militante et personne handicapée Alice Wong (2020),
   Si je contracte un coronavirus, j'imagine qu'un médecin pourrait lire mon dossier, me regarder et penser que je suis un gaspillage de leurs efforts et de leurs précieuses ressources qui n'auraient jamais dû manquer au départ. Il pourrait même prendre mon respirateur pour d'autres patients qui ont de meilleures chances de survie que moi.
Alors que le débat sur la limitation des ressources médicales, comme les respirateurs, s'intensifiait au Royaume-Uni, des personnes handicapées, dont le Dr Jon Hastie (2020), activiste et militant, sont allées sur YouTube puis au journal télévisé national pour exprimer leur crainte de ne pas pouvoir continuer à bénéficier d'une respiration artificielle ou d'un traitement hospitalier dans des conditions équitables.
Deux chercheurs travaillant sur la prise en charge des dystrophies musculaires ont soutenu que l'accès aux respirateurs est une question profondément politique. Le partage de connaissances sur ce qu'est exactement un respirateur et pourquoi la respiration artificielle est nécessaire. Des médias au Canada, aux États-Unis et au Royaume-Uni, tels que BBC News, produisant des articles explicatifs à large diffusion, peuvent en témoigner,,.
Une discrimination fondée sur le handicap a été l'objet d'une controverse dans les quatre États de Washington, de l'Alabama, du Kansas et du Tennessee aux États-Unis, en raison de protocoles de triage quant à l'accès au matériel de respiration artificielle. Des rapports suggèrent que les programmes de rationnement médical seraient discriminatoires à l'égard des personnes avec un handicap intellectuel, d'une maladie neuromusculaire avancée, une mucoviscidose, une fibrose cystique des lésions cérébrales. En conséquence, le Bureau des droits civiques (en) du ministère américain de la santé et des services sociaux a publié un communiqué citant la loi fédérale qui interdit la discrimination.

## Controverse sur le nombre de morts et les conditions de prise en charge hors secteur hospitalier
Au Royaume-Uni, on a dénoncé que le nombre de décès quotidiens ne tenait pas compte de l'évolution de la situation dans les établissements de soins en milieu ouvert et dans les maisons de soins pour personnes âgées.
En Ontario, au Canada, des rapports ont fait régulièrement état d'épidémies de COVID-19 dans les lieux de vie médicalisés.
En outre, il est également fait état de l'imposition aux personnes handicapées, à titre préventif, de directives sur les soins en urgence et d'ordres de non-réanimation (en) afin d'éviter des questions ultérieures d'allocation de ressources dans les hôpitaux. Bien qu'aucune donnée officielle ne prouve une telle corrélation entre la COVID-19 et l'augmentation des ordres de non-réanimation, certains rapports font état d'ordres généraux de non-réanimation imposés aux personnes vivant dans des résidences de soins (en) (Lintern 2020 ; Clarke 2020). Au Pays de Galles, un médecin généraliste aurait envoyé des lettres à des patients à haut risque leur conseillant de signer un formulaire de non-réanimation car il serait peu probable qu'ils soient admis à l'hôpital s'ils contractaient le virus et qu'ils ne se verraient « certainement » pas proposer un respirateur (ITV News 2020). Des rapports similaires en Belgique et en Australie suggèrent également que les résidents de résidences de soins se seraient vu refuser l'accès aux hôpitaux pour éviter une course aux ressources (Stevis-Gridneff et al. 2020 ; Malone 2020).
Outre le taux de mortalité plus élevé des personnes âgées dû à l'infection, parmi lesquelles figurent nombre de personnes handicapées, le discours sur les « conditions préexistantes » ne peut pas, et ne doit pas, occulter le fait que les conditions de vie dans ces résidences sont un facteur contributif. Le parallèle peut être fait entre d'autres groupes marginalisés - les communautés indigènes, dans le cas du Canada - sont également soumis à des réalités matérielles qui échappent au discours des « conditions », préexistantes ou non. Les intersections de l'ethnicité et du sexe figurent dans le débat épidémiologique étant donné les taux d'infection plus élevés chez les hommes et les personnes d'origine noire ou d'autres origines ethniques. des intersections pertinentes avec le handicap, telles que discutées au Royaume-Uni par Sisters of Frida (2020), un collectif expérimental de femmes handicapées, peuvent aussi être établies.

## Enfants et étudiants handicapés

### Tendances observées mondialement
Avec la suspension des écoles dans 189 pays depuis avril 2020, selon les données de l'UNICEF, c'est tout le système éducatif qui est passé en ligne. Si les cours en ligne s'avèrent favorables pour la plupart des élèves, on parle peu de leur impact psychologique sur les enfants handicapés. Les enfants souffrant d'un handicap mental et physique préexistant sont les plus menacés. La plupart des plateformes en ligne ne sont pas compatibles avec les technologies d'assistance (en) utilisées pour enseigner aux enfants malvoyants ou malentendants. Les défis de l'apprentissage en ligne, associés au manque d'activités récréatives pouvant être pratiquées à la maison, peuvent s'avérer frustrants pour les enfants souffrant de tels handicaps physiques. En outre, le développement des compétences sociales et de l'interaction sociale est l'une des questions les plus difficiles pour les enfants avec des troubles du spectre autistique (TSA). La situation de distanciation sociale et le fait de ne pas avoir accès à des activités de plein air détériorent leur développement. L'absence de routine et l'incertitude qui y est associée peuvent rendre les enfants TSA plus anxieux, plus grincheux, plus agités.
Tandon (2020), dans ses travaux, a souligné à juste titre la relation entre COVID-19 et la psychiatrie, et vice versa. Les émotions négatives, les changements d'humeur et les changements dans les habitudes de sommeil et d'alimentation des enfants les exposent à un risque accru d'exacerbation des problèmes de santé mentale existants. La priorité accordée aux soins médicaux pour les personnes touchées par la pandémie et la fermeture des cliniques de santé mentale sont une source de stress, d'anxiété et de peur. En Inde, par exemple, 7,8 millions d'enfants âgés de 0 à 19 ans souffrent d'un handicap physique ou mental, et un quart d'entre eux ne fréquentent aucun établissement d'enseignement, selon l'UNESCO. Cela devient une source de préoccupation car il y a déjà un manque d'infrastructures physiques, d'éducation inclusive et de technologies d'assistance dans des pays comme l'Inde. De plus, le fait d'être confiné à la maison pendant la pandémie entraîne un niveau élevé de frustration et d'impuissance chez ces enfants. D'autre part, les États-Unis comptent sept millions d'enfants âgés de 3 à 21 ans qui ont reçu une éducation spécifique à l'école, selon le National Center for Education Statistics. Le changement vers les classes en ligne entraîne une pénurie d'aide à l'éducation spécialisée pour les enfants car les parents ne peuvent pas remplacer les enseignants spécialisés et il existe un manque de technologies d'assistance. Cela a un impact sur le développement des enfants souffrant de troubles spécifiques de l'apprentissage (SLD), du syndrome de Down, etc.
Une étude sur l'inclusion des personnes handicapées par les gouvernements des pays d'Amérique latine montre que, en ce qui concerne l'éducation, plusieurs pays ont tenté d'assurer la continuité des prestations éducatives. Un bon exemple de cette pratique est la loi relative à l'offre éducative au Pérou, qui prévoit des dispositions explicites pour les étudiants handicapés. Nous avons également observé l'existence de mesures ayant des effets contraires ; l'Argentine, par exemple, a assuré la continuité de l'offre éducative par l'utilisation de plateformes en ligne (ou de copies papier de matériel éducatif si nécessaire), mais a en même temps réduit de manière significative les heures de soutien éducatif auxquelles les élèves ont droit. En outre, si certains pays ont mis en place des programmes de transfert d'argent pour faciliter les ajustements, comme les besoins en équipement, d'autres ne l'ont pas fait, ce qui a eu des répercussions sur la continuité de l'offre éducative accessible.

### Royaume-Uni
Selon une étude réalisée en mars 2021 sur 547 parents d'enfants handicapés au Royaume-Uni, la grande majorité des enfants handicapés sont socialement isolés, et près de la moitié des parents déclarent que leur enfant n'a pas vu d'ami en ligne ou en personne au cours du dernier mois.
En conséquence, le développement des aptitudes à la vie quotidienne des enfants handicapés a été négativement affecté. Près de la moitié des parents ont déclaré que la pandémie avait nui à la capacité de leur enfant à communiquer avec d'autres personnes, à interagir avec des inconnus et, plus généralement, à passer du temps à l'extérieur.
En moyenne, six parents sur dix ont observé des symptômes d'anxiété, tandis que 72 % des parents ont déclaré que leur enfant était souvent malheureux, abattu ou en larmes.
La pandémie n'a pas seulement affecté les enfants handicapés, mais aussi leurs familles.
Près de 9 parents sur 10 ont fait état d'un certain niveau d'anxiété et 46 % d'une probable dépression. L'enquête a également révélé que 86 % des répondants présentaient un niveau de stress plus élevé que les normes attendues de la population.
82 % des parents ont estimé que la pandémie de Covid-19 avait également affecté leurs autres enfants ; 67 % des parents ont signalé que le frère ou la sœur de leur enfant avait des problèmes de sommeil, tandis que 59 % ont fait état de sentiments d'anxiété.

## Accessibilité à l'information au sujet de la Covid-19

### Recommandations et obligations internationales
L'obligation de l'État en matière d'accessibilité est couverte par l'article 9 de la Convention relative aux droits des personnes
handicapées, qui a été expliqué dans l'observation générale numéro 2 du Comité CDPH. Le Comité a souligné que les services de santé et l'information doivent être accessibles aux personnes handicapées.
Catalina Devandas-Aguilar a demandé que les informations sur la manière de prévenir et de contenir le coronavirus soient « accessibles à tous », expliquant que « les campagnes de conseil au public et les informations des autorités sanitaires nationales doivent être mises à la disposition du public dans la langue des signes et dans des moyens, modes et formats accessibles, y compris la technologie numérique accessible (voir aussi Accessibilité du web), le sous-titrage, les services de relais (en), les messages textuels, un langage simple et facile à lire ».

Selon ce qu'a déclaré Human Rights Watch,
« Toutes les informations sur le COVID-19 devraient être accessibles et disponibles dans plusieurs langues, y compris pour les personnes peu ou pas du tout alphabétisées. Cela devrait inclure une interprétation qualifiée en langue des signes pour les annonces télévisées, comme l'a fait Taïwan ; des sites web accessibles aux personnes souffrant de troubles de la vision, de l'audition, de l'apprentissage et d'autres handicaps ; et des services téléphoniques permettant d'envoyer des textes aux personnes sourdes ou malentendantes. Les communications devraient utiliser un langage simple pour maximiser la compréhension. Des informations adaptées à l'âge des enfants devraient leur être fournies pour les aider à prendre les mesures nécessaires pour se protéger ».
Selon le Comité des droits de l'enfant des Nations unies, les informations sur le coronavirus et sur les moyens de prévenir l'infection doivent être précises et fournies « dans des langues et des formats adaptés aux enfants et accessibles » aux enfants handicapés.
L'UNICEF souligne qu'il est important de s'assurer que les enfants handicapés reçoivent les informations, en particulier lorsque les canaux de communication habituels (comme les écoles) peuvent être fermés. Les personnes handicapées, selon l'UNICEF, « peuvent également avoir un niveau d'accès plus faible aux médias sociaux et autres plates-formes technologiques », de sorte que d'autres moyens devront être utilisés pour les atteindre.

### Le manque d'information en tant que facteur supplémentaire de handicap
L'importance d'une communication claire et précise de la part de sources fiables, sous divers formats, a toujours été essentielle pour les personnes handicapées. Le manque d'informations accessibles dans des formats alternatifs est un des principaux facteurs de handicap. Les conférences de presse quotidiennes étaient à la fois sous-titrées et interprétées en langue des signes. À l'ère des médias sociaux, cependant, l'anglais facile (voir FALC) est peut-être apparu comme la forme de communication la plus vitale. L'anglais facile est une forme de communication accessible pour les personnes handicapées mentales et repose sur l'utilisation de mots communs, de structures de phrases simples et d'images significatives pour étayer l'information. La création d'infographies quotidiennes a également suivi ce format créé quotidiennement et communiqué aux citoyens via les médias sociaux et les sites web des institutions de santé.
Il existe des cas dans lesquels les personnes handicapées ont été incluses dans la communication à partir de sources fiables, avec de nombreuses innovations - bien qu'il reste encore beaucoup de chemin à parcourir avant que de telles pratiques ne deviennent la norme et ne soient intégrées de manière transparente dans la communication publique d'urgence et même de routine. Un autre domaine dans lequel la technologie numérique a joué un rôle - et la communication publique qui lui est associée est généralement médiocre, et particulièrement absente pour les personnes handicapées - est celui des technologies numériques conçues et assemblées pour fonctionner comme des technologies de santé (en) pandémiques.
L'équité consiste à fournir à chacun ce dont il a besoin pour être en bonne santé et informé. L'égalité consiste à traiter tout le monde de la même manière et, bien qu'elle semble adhérer au principe de l'équité, elle ne peut fonctionner que si tout le monde a les mêmes besoins. Ce n'est certainement pas le cas pour les personnes handicapées, car elles ont des besoins différents et spécifiques à leur handicap. De nombreux professionnels de la santé  affirment qu'ils ne font pas de discrimination, mais une grande partie du matériel d'éducation sanitaire et des points de presse ne sont pas sous-titrés ou ne font pas appel à des interprètes en langue des signes, ce qui exclut les personnes sourdes. Les obstacles à l'information amplifient ces inégalités pour la population handicapée, qui ne manqueront pas d'être exagérées dans les pays du Sud, qui comptent 80 % de personnes handicapées, dont 70 % vivent dans des zones rurales.
Les avis de santé doivent être disponibles dans un langage simple (pour les personnes avec d'une déficience intellectuelle) ; dans des formats multiples, tels que l'audio et les gros caractères (pour les malvoyants) et doivent également être disponibles dans un format accessible sur les sites web (troubles de la communication).

## Responsabilité politiques et éthiques, conséquences

### Mesures de protection sociale et économique
Selon une étude sur les mécanismes étatiques et l'inclusion du handicap dans les mesures politiques en Argentine, au Brésil, au Pérou et au Chili, les différentes politiques signalées - bien que bénéfiques - ne constituent pas une question collective relevant de la responsabilité de l'État. Le handicap devient une responsabilité individuelle ; cette individualisation expose les parties les plus vulnérables de la population au risque de pauvreté, et compromet leur droit à l'éducation et leur manque d'accès aux soins de santé, en ne leur offrant pas d'ajustements raisonnables. Ce fait a été souligné dans une récente enquête britannique qui a révélé que 60% des personnes handicapées ont des problèmes d'accès à la nourriture, aux médicaments et à d'autres produits de première nécessité, et est illustré par les mesures prises dans plusieurs pays, qui soulignent la nécessité pour les personnes handicapées et leurs familles de se protéger, de se mettre à l'abri du monde extérieur, sans que des mesures soient toujours prises (par exemple, transferts d'argent, accès continu à l'aide sociale, aux prestations, à l'éducation et à la santé) pour garantir que leurs besoins soient satisfaits et que leurs droits soient protégés.
Les obstacles auxquels les personnes handicapées sont confrontées lorsqu'elles cherchent à accéder aux soins de santé sont bien documentés : longs délais d'attente, discrimination, coûts élevés et problèmes de transport, même dans les pays de la région qui disposent d'une couverture médicale universelle. Les réformes néolibérales dans plusieurs pays ont affecté de manière disproportionnée l'accès aux soins des personnes handicapées. Ces problèmes risquent de s'aggraver en raison de la pandémie, avec une probabilité plus élevée que les personnes handicapées du monde entier, qui ont souvent un emploi précaire, se retrouvent au chômage et perdent ainsi des avantages tels que l'assurance.
La nature intersectionnelle du désavantage auquel de nombreuses personnes handicapées sont confrontées n'a pas été reconnue de manière adéquate et n'a pas inspiré les politiques. Par exemple, alors que les intersections entre le handicap et la pauvreté, et entre le handicap et l'indigénat sont bien connues, très peu de mesures ont abordé cette question. La violence sexiste touche les femmes handicapées, mais elles ne sont pas toujours en mesure de se sortir d'une situation dangereuse, et les mécanismes d'assistance ne leur sont pas toujours accessibles. Comme l'illustrent les quelques mesures du système d'aide sociale liées au COVID-19 qui ont été mises en œuvre, la vulnérabilité sociale ne figure pas en tête des priorités politiques d'urgence en Amérique du Sud. Ceci est une indication de la présence historique du modèle néolibéral dans la région, selon lequel le rôle de l'État devrait être minimal, ce qui conduit à la formulation de mauvaises réponses politiques pour la protection des groupes vulnérables, y compris les personnes handicapées, en particulier face aux situations d'urgence.

### Inclusion des personnes handicapées dans les mesures de soutien
L'étude sur l'inclusion des personnes handicapées par les gouvernements des pays d'Amérique latine montre un ensemble de bonnes et de mauvaises pratiques, comme le renouvellement automatique des reconnaissance de handicaps en Argentine et leur inclusion dans le programme de transferts d'espèces supplémentaires, la possibilité d'une certification autonome au Pérou, ou d'une reconnaissance à distance au Brésil. Au Chili, les personnes handicapées bénéficiant d'une pension d'invalidité n'avaient pas droit au transfert d'argent à l'occasion du COVID-19, qui était destiné à aider les parties les plus vulnérables de la population. En outre, aucun de ces quatre pays n'a reconnu les coûts supplémentaires liés à l'invalidité, ni la manière dont ceux-ci pourraient être encore augmentés en raison de la pandémie (par exemple, en raison de la nécessité d'acheter des produits antiseptiques et des masques faciaux, ou en raison de l'impossibilité d'accéder aux moyens de soutien habituels).

### Fracture numérique et accès à l'emploi: tendances
Une étude du Journal of Labor and Society (en) examine la transition vers le télétravail pendant la pandémie de COVID-19 et la continuité des pratiques de télétravail après la pandémie, et postule que l'adoption du télétravail dans ces circonstances peut réduire l'impact négatif de la pandémie sur l'économie, ainsi que sur les inégalités.
Un obstacle potentiel au travail à domicile pour les personnes handicapées est qu'un grand nombre de ces emplois nécessitent maintenant un accès à Internet. Les personnes handicapées sont plus susceptibles que les personnes non handicapées de travailler à domicile, que leur domicile dispose ou non d'un accès à Internet, mais il est clair que l'accès à Internet ouvre davantage de possibilités de travail à domicile.
La pandémie a rendu l'accès à Internet à haut débit encore plus important, selon une analyse des données pré-COVID sur le handicap et le travail à domicile provenant de trois sources de données : l'American Community Survey, l'American Time Use Survey et la Current Population Survey. 
Des estimations montrent que les personnes handicapées sont moins susceptibles de vivre dans des foyers disposant d'un accès à Internet, ce qui limite leurs perspectives d'emploi. Selon les données de American Disability Survey en 2018, 17 % des personnes handicapées en âge de travailler et sans emploi vivaient dans un foyer sans accès à Internet, contre 9 % des personnes non handicapées. Toute expansion substantielle de l'emploi qui inclut le travail à domicile est donc susceptible d'impliquer des efforts pour augmenter l'accès à l'internet dans les foyers de personnes handicapées.
Le travail à domicile est devenu la « nouvelle norme » pour de nombreux travailleurs pendant la pandémie de COVID-19. Des millions de personnes se sont réfugiées sur place, restant chez elles et travaillant à distance, et se connectant à leurs collègues par courrier électronique, téléphones portables et vidéoconférences sur Internet.
Les réponses peuvent être particulièrement cruciales pour les millions de personnes handicapées sans emploi, mais qui veulent travailler. L'essor du travail à domicile lié à la pandémie pourrait avoir des avantages à long terme pour de nombreux travailleurs, en particulier les travailleurs handicapés. Outre la valeur de la distanciation sociale pendant la pandémie, le travail à domicile présente des coûts et des avantages reconnus depuis longtemps. L'un des principaux avantages est la flexibilité qu'il offre. La flexibilité est particulièrement importante pour les personnes souffrant de handicaps physiques ou mentaux qui rendent plus difficile le travail dans un environnement de travail traditionnel, ainsi que pour celles qui s'occupent de jeunes enfants ou de parents âgés. La réduction du temps et des frais de déplacement est précieuse pour tous les travailleurs, et elle peut être particulièrement bénéfique pour les personnes à mobilité réduite qui trouvent difficile ou coûteux de se déplacer en dehors de leur domicile.
En outre, le travail à domicile présente des avantages uniques pour les personnes dont les problèmes de santé nécessitent de fréquentes interruptions de travail, comme celles qui souffrent de problèmes mentaux ou cognitifs et qui peuvent tirer profit de leur éloignement d'un environnement stressant, ou qui doivent rester à proximité d'équipements médicaux et thérapeutiques à domicile. Elle peut également aider les personnes qui ont des rendez-vous médicaux récurrents, des changements imprévisibles de leur état ou d'autres problèmes qui rendent difficile, voire impossible, les rendez-vous constants dans le lieu de travail.